# Соболівка (Гайсинський район)
Соболі́вка — село в Україні, у Соболівській сільській громаді Гайсинського району Вінницької області, одне з найбільших сіл в однойменній  області.

## Географія
Селом течуть річки Погребна, Деркачка, ліві притоки Сури. Відстань від Соболівки до Києва — 295 км. На території села знаходиться залізнична станція Дукля.

## Історія
За легендою, поселення Соболівка виникло на місці колись існуючого великого язичницького міста Соболів, заснованого бузькими козаками для захисту краю від набігів татар. Своєрідна фортеця була обнесена двома великими земляними валами. Татари зруйнували фортецю, а населення знищили. Згодом тут виникло нове поселення з назвою Соболівка, яке увійшло до складу володінь польських графів Потоцьких.
Час заснування Соболівки невідомий. Перша згадка про неї належить до 1629 року, коли Соболівка була вже містечком, належала шляхтичеві Семенові Герелусі і в ній було 264 «дими» (опалюваних приміщення), тобто число її мешканців становило близько 1300 осіб. Проте, назва Соболівки свідчить, що засновано її давніше, а заснував її і, значить, був її першим власником рід Соболів.
На креслині Гійома Лавассера де Боплана Соболівку позначено як село.
Під час Великого повстання 1648 року та війни Війська Запорозького проти Речі Посполитої 1648—1649 років відбувся Похід 1648 року Максима Кривоноса до Брацлава, в якому відділок українського війська, очолюваний Іваном Ганжею, що прямував від Умані на Ладижин, у червні 1648 року заволодів Соболівкою і прилучив її до держави Війська Запорозького. Тоді ж було утворено Уманський полк і Соболівка стала головним містом його Соболівської сотні. За часів Хмельниччини відомим є соболівський сотник Андрій Філенко (1649 рік).
Соболівка була розташована на важливому для держави шляху, що сполучав Подніпров'я з Балканами.
У Соболівці на початку Походу 1653 року Богдана Хмельницького до Жванця стояв Гетьман з військом. Звідси він вислав на допомогу синові, що перебував у Поході 1653 року Тимофія Хмельницького до Сучави, додатковий військовий відділок.
24 червня 1654 року в Соболівці, супроводжуючи Патріарха антіохійського Макарія, побував Павло Халебський, який писав у своєму щоденнику про Соболівку як про «два містечка з високими валами й глибокими ровами». Він писав, що «в одному з замків Соболівки стоїть церква в ім'я Господа Ісуса Христа, а у другому — дві величні церкви в ім'я Святого Миколая та Святого Михайла. Поблизу розлилися два великих стави».
Під час відсічі Походу 1654—1655 років Станіслава Потоцького на Умань, а саме, по завершенню Брацлавської оборони 1654 року, до Соболівки та неподалік розташованої від неї Куни (нин село Гайсинського району Вінницької області) з Брацлава відступили запорожці. Ставши у Соболівці, вони намірялося зупинити подальший наступ ворожого війська, але оскільки за ним була велика чисельна перевага, запорожцям довелося відступити від Соболівки до Умані. Переслідуючи їх, ворожі війська у січні 1655 року, найімовірніше, зруйнували Соболівку. Проте, Соболівка відродилася. За описом Брацлавського воєводства 1664 року у ній було 70 «димів» (опалюваних приміщень) і, отже, число її мешканців складало приблизно 350 осіб.
У поході 1671 року Петра Дорошенка до Тростянця, спрямованому проти польських загарбників та їхнього поплічника Михайла Ханенка, гетьман віддав мешканців Соболівки у кримську неволю за те, що вони стали на бік ворога.
За Бахчисарайським договором 1681 року землі південніше Росі від Дніпра до Південного Бугу, зруйновані загарбниками, які знищили українську державу, мали лишатися незаселеними і неналежними ніякій державі. Проте українці почали сюди повертатися й відроджувати життя. Відродилася й Соболівка. Але слідом за людьми знову прийшли ті, хто звик жити за чужий рахунок. Тож на початку XVIII століття Соболівка і навколишні землі були загарбані Річчю Посполитою. Соболівку ж з людьми привласнили собі польські графи Потоцькі. 
В результаті Другого поділу Речі Посполитої 1793 року Соболівка увійшла до складу Московського царства. Була центром Соболівської волості.
Під час Української революції 1917—1921 років Соболівка увійшла до складу новоутвореної Української Народної Республіки, проте в результаті поразки революції була окупована військами Червоної армії. 
14 березня 1919 року в Соболівці зупинявся на відпочинок Кінний полк імені Петра Болбочана Армії УНР, перейменований згодом на Кінний полк Чорних Запорожців. У селі 15 березня 1919 року козаки поховали 20 своїх товаришів з Другого пішого полку імені Гетьмана Мазепи, тіла яких підібрали у Теплику.
З 7 березня 1923 року було районним центром Соболівського району, який був ліквідований 15 вересня 1930 року, який увійшов до складу Теплицького району.
Згідно з переписом, станом на 1928 рік населення Соболівки складало 15400 осіб. Під час Голодомору 1932—1933 років, за неофіційними даними, загинуло від 2000 до 3000 мешканців села.
Під час Другої світової війни діяло гето, куди нацистами насильно зганялися євреї. Від 20 жовтня 1941 р. у Соболівці діяла німецька цивільна адміністрація у складі Гайсинського гебіту Генеральної округи Житомир Райхскомісаріату Україна. Районна управа і пункт німецької жандармерії розміщувалися в сусідньому Теплику. Наприкінці 1941 р. у Соболівці створили гетто: всіх євреїв переселили до кількох будинків у районі ринкової площі. Покидати гетто було заборонено. Оскільки молодь відправляли на примусові роботи, в гетто перебували переважно старі люди та матері з малими дітьми. 27 травня 1942 р. зондеркоманда СД за підтримки місцевої допоміжної поліції та підрозділу угорського батальйону оточила гетто. Понад 300 євреїв зібрали на ринковій площі й колоною повели до цього місця у лісі, де заздалегідь підготовили яму, й розстріляли.
Одиницям вдалось пережити німецьку окупацію, важку працю та масові розстріли. Декому вдалося втекти на інший бік річки Південний Буг, де в зоні румунської окупації було більше шансів вижити. Хоча офіційно в Соболівці не зареєстровано жодного Праведника народів світу, відомо близько 15 імен рятівників євреїв.
У 1948 р. родичі загиблих установили пам’ятний знак на цьому місті. У 1968 р. за ініціативи місцевих селян і єврейської громади й коштом місцевого цукрового заводу пам’ятник оновили. У 2023 р. міжнародний проєкт «Мережа пам’яті» за підтримки Міністерства закордонних справ Німеччини впорядкував територію меморіалу, реконструював пам’ятник за ескізом архітектора Тараса Савки й розмістив інформаційну табличку.
29 червня 2018 року Соболівська сільська рада, в ході децентралізації, об'єднана з Соболівською сільською громадою.
17 липня 2020 року, в результаті адміністративно-територіальної реформи та ліквідації Теплицького району, село увійшло до складу Гайсинського району.

## Інфраструктура
- 2 школи, з яких діє лише І—ІІІ ступенів, а І—ІІ ступенів — закрита;
- 2 дитячих дошкільних навчальних закладів (один з них не працює):
- будинок культури;
- лікарня (надається лише невідкладна медична допомога).

Раніше діяли цегельний та цукровий заводи (нині знесені).

## Транспорт
Транспортне сполучення здійснюється:
- автобусами за маршрутом Теплик — Соболівка;
- пасажирським поїздом сполученням Київ — Гайворон, що курсує через станцію Дукля (з 5 жовтня 2021 року «Укрзалізниця» вперше призначила новий регіональний поїзд № 795/796)[7]. До березня 2020 року курсував приміський поїзд Вінниця — Гайворон.

## Пам'ятки
- Ландшафтний заказник місцевого значення Урочище Білашків.
- Ландшафтний заказник місцевого значення Урочище Великий Довжок.

## Персоналії
- Галина Журба — українська письменниця в екзилі.
- Яковенко Тетяна Василівна — українська поетеса.
- Альман Самуїл (англ. Samuel Alman) (20 вересня 1877, Соболівка, Гайсинський повіт, Подільська губернія — 19 липня 1947, Лондон) — британський єврейський композитор, автор синагогальної літургійної музики, диригент.